# Leubok Tuwe
Leubok Tuwe is een bestuurslaag in het regentschap Aceh Utara van de provincie Atjeh, Indonesië. Leubok Tuwe telt 111 inwoners (volkstelling 2010).